# Aeropuerto de Akulivik
El Aeropuerto de  Akulivik (del inglés: Akulivik Airport) (IATA: AKV, OACI: CYKO) está ubicado a 1,5 MN (2,8 km; 1,7 mi) al suroeste de Akulivik, Quebec, Canadá. Este aeropuerto está localizado al oeste de la península de Ungava en el lado de la bahía de Hudson.

## Aerolíneas y destinos
- Air Inuit
  - Ivujivik / Aeropuerto de Ivujivik
  - Puvirnituq / Aeropuerto de Puvirnituq